# Basilica di San Giovanni Bosco
La basilica di San Giovanni Bosco è un luogo di culto cattolico di Roma, situato nel quartiere Don Bosco, tra via Tuscolana e l'aeroporto di Centocelle.

## Storia
La Basilica fu costruita agli inizi degli anni cinquanta del Novecento dall'architetto siciliano Gaetano Rapisardi, che vinse il concorso indetto dalla Pontificia commissione centrale per l'arte sacra in Italia per conto dei Salesiani.
Il 12 settembre 1952 fu posta la prima pietra del nuovo edificio da parte del cardinale vicario Clemente Micara, ma i lavori veri e propri iniziarono circa un anno dopo; la chiesa fu inaugurata il 2 maggio 1959 con solenne consacrazione a opera del cardinale Benedetto Aloisi Masella, protettore della Congregazione Salesiana; buona parte degli interni però era ancora da realizzare, e solo nel 1964 l'edificio fu ultimato secondo i piani originari.
Il giorno successivo alla consacrazione, il 3 maggio, papa Giovanni XXIII venne in visita alla nuova chiesa per pregare davanti alla tomba del santo torinese a cui era intitolato l'edificio sacro e la cui urna, per l'occasione, era stata trasferita da Torino a Roma.
La chiesa è sede parrocchiale, eretta il 7 novembre 1953 con il decreto del cardinale vicario Clemente Micara Pervigili cura, e affidata ai Padri Salesiani, che sono i proprietari della chiesa.
Papa Paolo VI, con la costituzione apostolica Romana haec Sedes del 5 febbraio 1965, la elevò a diaconia cardinalizia, con la denominazione di San Giovanni Bosco in via Tuscolana e, il 20 novembre successivo, la promosse alla dignità di basilica minore con la lettera apostolica Adulescentium patris.
Nel 2010 viene nominato cardinale diacono della basilica Robert Sarah, prefetto della Congregazione per il culto divino e la disciplina dei sacramenti, che prenderà possesso della propria diaconia l'anno seguente.

## Descrizione

### L'esterno
Esternamente la basilica si presenta compatta e dominata dalle due cupole, di cui la maggiore, con un diametro di circa 40 metri, è per dimensioni tra le più larghe della capitale (dopo San Pietro e altre). Nella sua parte terminale è collocata un'opera bronzea di Alessandro Monteleone composta da quattro angeli, di tre metri d'altezza, che sorreggono una corona sormontata da una croce.
Nella facciata è inserito un altorilievo, opera di Arturo Dazzi, raffigurante l'Apoteosi di san Giovanni Bosco, sovrastante la dedica della chiesa: Sancto J. Bosco A. D. MCMLVIII. 

L'altorilievo è accompagnato, alla sua destra e alla sua sinistra, da 6 statue marmoree, raffiguranti gli arcangeli Michele e Gabriele (di Ercole Drei), i santi Francesco di Sales e Giuseppe Cafasso (di Giovanni Amoroso e Antonio Venditti), ed i papi Pio IX e Pio XI (di Francesco Nagni).
Nella facciata è incluso il portico, con cinque porte bronzee, di cui la centrale e principale, è alta 10 metri. Le due porte mediane sono accompagnate da statue bronzee di angeli, opera di Eugenio De Courten, mentre le due porte esterne sono sormontate da statue bronzee di Attilio Selva, una raffigurante Cristo redentore e l'altra San Giovanni Battista.

### Le campane
La basilica possiede due torri campanarie simmetriche, su una delle quali sono installate le campane.
Il concerto di campane è formato da nove bronzi inceppati a " slancio" in tonalità di Si bemolle2 maggiore (Si b2 - Do 3 - Re 3 - Mi b 3 - Fa 3 - Sol 3 - La 3 - Si b 3 - Do 4), ed è frutto di unica fusione ad opera della fonderia Colbachini di Bassano del Grappa nell'anno 1957.
È uno dei più grandi concerti di campane della capitale (sia come numero di campane che come tonalità).

### L'interno
L'interno della chiesa è a pianta basilicale a tre navate separate da pilastri, e con transetto.
La navata centrale è illuminata dalla grande cupola, mentre le navate laterali sono illuminate da 32 grandi lampadari in oro e vetro di Murano, fatti a mano con motivi floreali ed angeli. Nei pilastri, che separano fra loro le navate, sono incastonate le formelle in bronzo della Via Crucis di Venanzo Crocetti. Gl'interni delle due cupole sono decorati con mosaici di Augusto Ranocchi: i mosaici della cupola minore raffigurano diversi simboli cristiani alternati a scritte in latino; mentre i mosaici della grande cupola rappresentano alcuni sogni che hanno caratterizzato la vita di Giovanni Bosco.
La chiesa è poi riccamente decorata da vetrate policrome, che creano un particolare effetto scenico. Le vetrate principali si trovano nei tamburi delle due cupole: nel tamburo della cupola maggiore vi sono raffigurate Storie della Bibbia, opera di Marcello Avenali e Lorenzo Bigotti; nel tamburo di quella minore, I sette sacramenti e le Opere di misericordia, di Bruno Saetti. Altre vetrate sparse per la chiesa sono opera di Rolando Monti, Virgilio Guzzi e Luigi Montanarini.
Il presbiterio originario, di Luigi Venturini, prevedeva una balaustra che lo separasse dal resto della chiesa; nel 1992 alcuni interventi di ammodernamento, ad opera di Costantino Ruggeri, portarono all'eliminazione della balaustra, e al rifacimento dell'altare e dell'ambone. L'altare maggiore è un monolito di marmo di Carrara dal peso di 10 tonnellate: nella sua parte frontale esso è scolpito a formare delle rocce che ricordano il monte Calvario, su cui trovò la morte il Cristo; ed inoltre presenta delle fenditure, che richiamano il pane che sull'altare viene spezzato e donato ai fedeli. L'ambone, luogo di lettura della parola di Dio, è anch'esso costituito da un unico blocco di marmo. Dietro l'altare maggiore è collocato il tabernacolo, sormontato da un tronetto a raggiera ed un crocifisso, opera composita di Pericle Fazzini.
La parte di fondo del presbiterio è dominata da un grande mosaico, di 100 metri quadrati, raffigurante la Gloria di san Giovanni Bosco, opera di Giovanni Brancaccio, fiancheggiato da otto altorilievi, raffiguranti alcuni episodi significativi della vita del santo piemontese, opera di autori diversi, tra cui Alessandro Monteleone, Francesco Nagni e Luigi Venturini.
Sulle navate laterali insistono dodici cappelle laterali, sei per lato, arricchite da opere d'arte di artisti del Novecento italiano, tra cui Michele Gorrisi, Emilio Greco, Paolo Crida, Goffredo Verginelli, Baccio Maria Bacci, Attilio Torresini, Lorenzo Gigotti, Enrico Martini, Antonio Biggi, Primo Conti, Tommaso Bartolini, Mario Caffaro Rore, Emilio Notte, Oddo Aliventi, Silvio Consadori, Enzo Assenza.

### Organo a canne
Sulla cantoria di sinistra del presbiterio si trova il grande organo a canne Tamburini opus 394, costruito fra il 1958 e il 1959. Progettato da Fernando Germani, lo strumento è stato più volte revisionato, ma mantenendo inalterate le sue caratteristiche originarie; fra questi interventi di restauro vi è quello del 1988 ad opera dell'organaro Alvaro Vercelli; inoltre, nel 1994, lo strumento è stato integralmente revisionato e restaurato. L'organo è a trasmissione elettro-pneumatica con consolle in cantoria. I registri sono 70, per un totale di 5.274 canne e 13 campane tubolari; a tutt'oggi è uno dei più grandi organi a canne d'Italia.

## Cardinali titolari
- Federico Callori di Vignale (22 febbraio 1965 - 10 agosto 1971 deceduto)
- Štěpán Trochta, S.D.B., pro illa vice titolo presbiterale (5 marzo 1973 - 6 aprile 1974 deceduto)
- Bolesław Filipiak (24 maggio 1976 - 14 ottobre 1978 deceduto)
- Egano Righi-Lambertini (30 giugno 1979 - 26 novembre 1990 nominato cardinale presbitero di Santa Maria in Via)
- Virgilio Noè (28 giugno 1991 - 26 febbraio 2002 nominato cardinale presbitero della  Regina Apostolorum)
- Stephen Fumio Hamao (21 ottobre 2003 - 8 novembre 2007 deceduto)
- Robert Sarah, dal 20 novembre 2010